# Cementiri de Fluntern
També conegut com a Friedhof Fluntern, el cementiri de Fluntern és un cementiri que es troba al districte de Zürichberg de Zuric.

## Enterraments notables
- Emil Abderhalden (1877–1950), bioquímic i fisiòleg suís
- Johann Ludwig Aberli (1723–1786), artista suís
- Anita Augspurg (1857–1943), advocada, actor, escriptora i feminista alemanya
- Nora Barnacle (1884–1951), esposa de James Joyce
- Elias Canetti (1905–1994), novel·lista modernista d'origen búlgar, dramaturg
- Therese Giehse (1898–1975), actriu alemanya
- Friedrich Hegar (1841–1927), compositor, director d'orquestra i violinista suís
- James Joyce (1882–1941), novel·lista i poeta irlandès
- Paul Karrer (1889–1971), químic orgànic suís, va guanyar el Premi Nobel de Química el 1937
- Daniel Keel (1930-2011), editor suís, fundador de Diogenes Verlag
- Warja Lavater (1913–2007), artista i il·lustrador suís[1]
- Albert Meyer (1870–1953), polític suís
- Karl Moser (1860–1936), arquitecte suís
- Wilhelm Oechsli (1851–1919), historiador suís
- Leopold Ružička (1887–1976), científic croat, guanyador del Premi Nobel de Química l'any 1939
- Max Rychner (1897–1965), periodista i autor suís
- Paul Scherrer (1890–1969), físic suís
- Léopold Szondi (1893–1986), psiquiatre hongarès
- Péter Szondi (1929–1971), estudiós literari hongarès
- Sigmund Widmer (1919–2003), historiador, escriptor i polític suís[2]